# Плаю (Таля, Прахова)
Плаю (рум. Plaiu) — село у повіті Прахова в Румунії. Входить до складу комуни Таля.
Село розташоване на відстані 86 км на північний захід від Бухареста, 39 км на північний захід від Плоєшті, 57 км на південь від Брашова.

## Населення
За даними перепису населення 2002 року у селі проживали 255 осіб, усі — румуни. Усі жителі села рідною мовою назвали румунську.